# Skywalk Spittelau

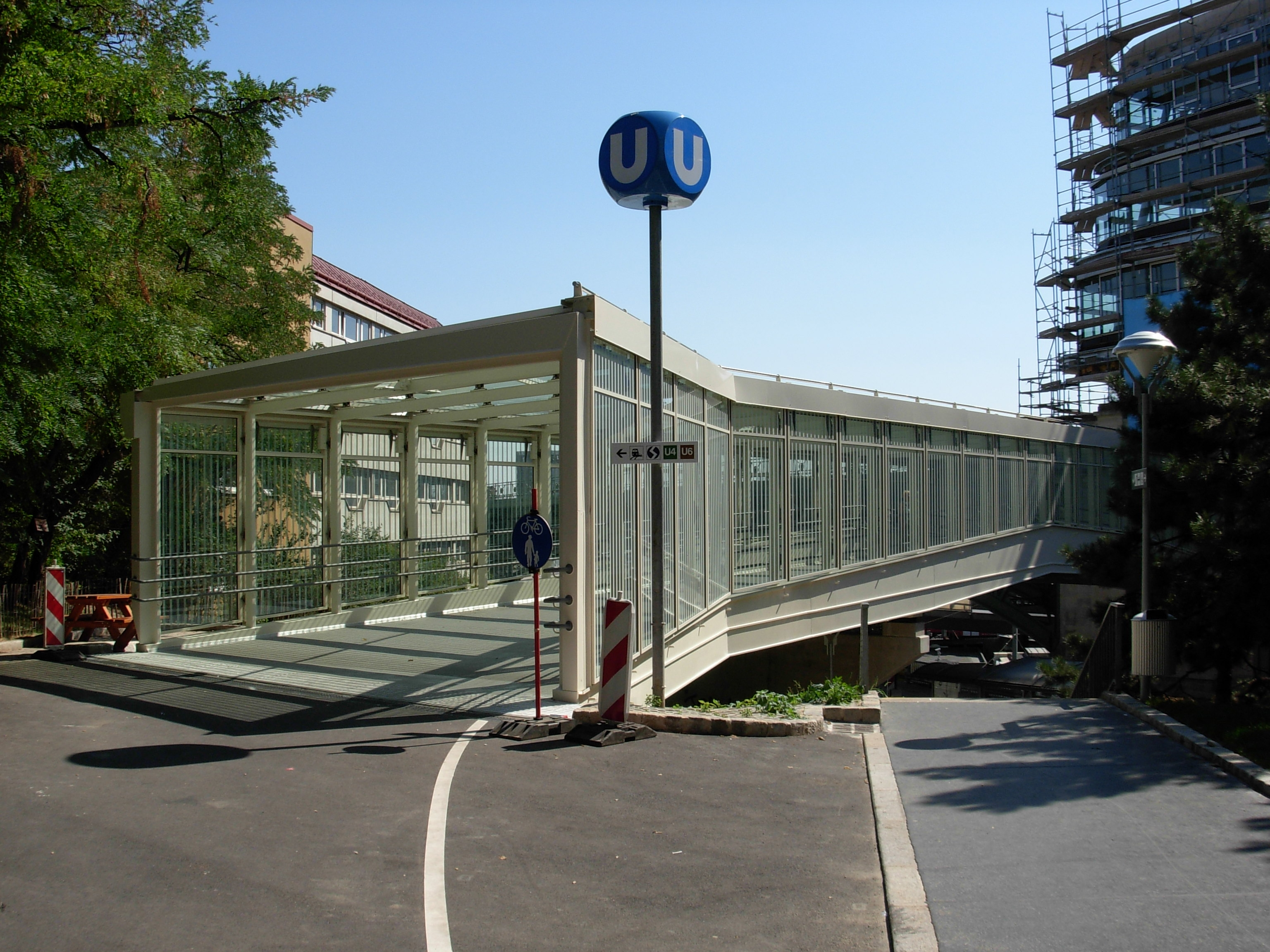
Skywalk Spittelau, Ausgang Guneschgasse

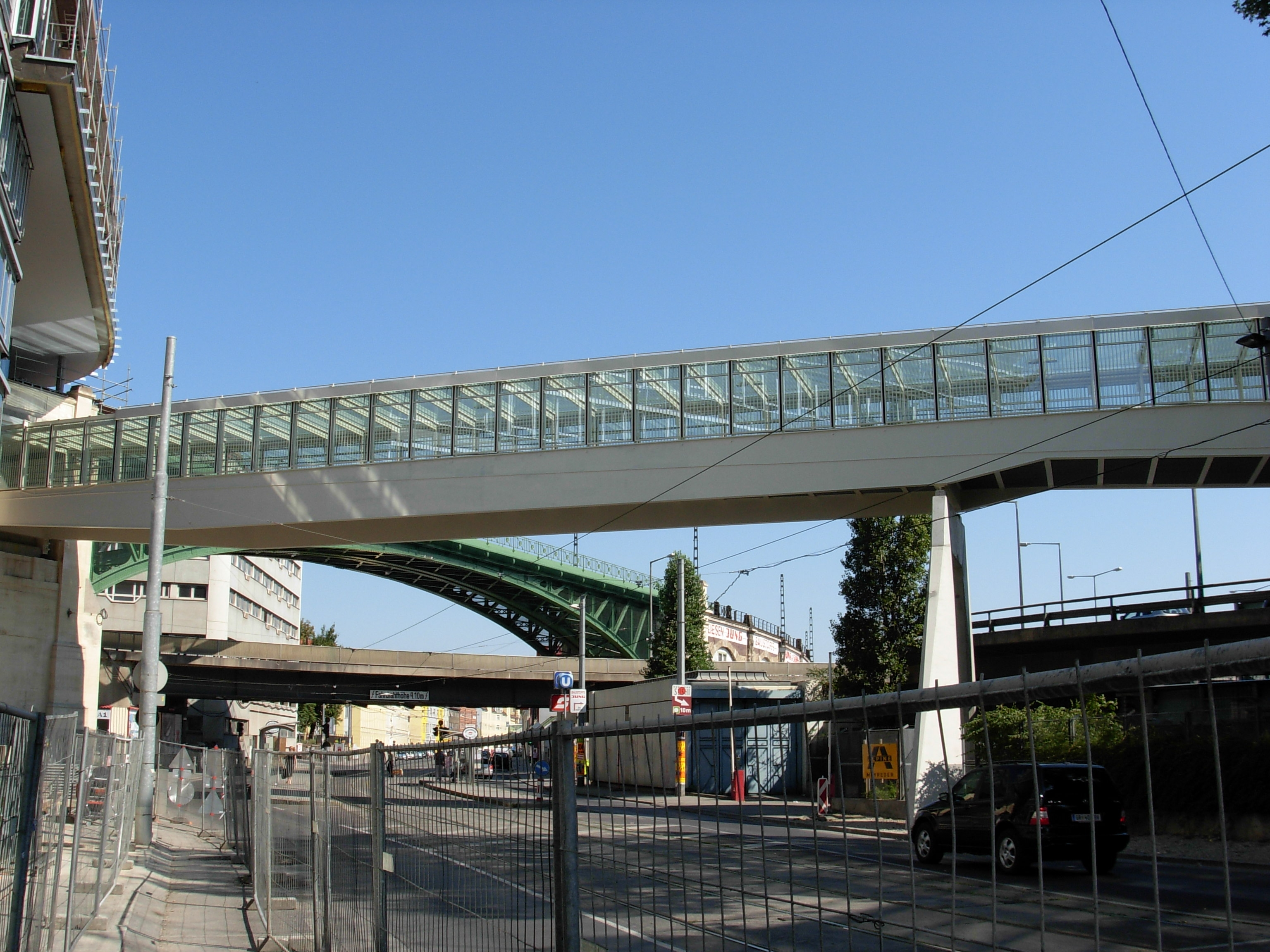
Skywalk, die Heiligenstädter Straße überspannend

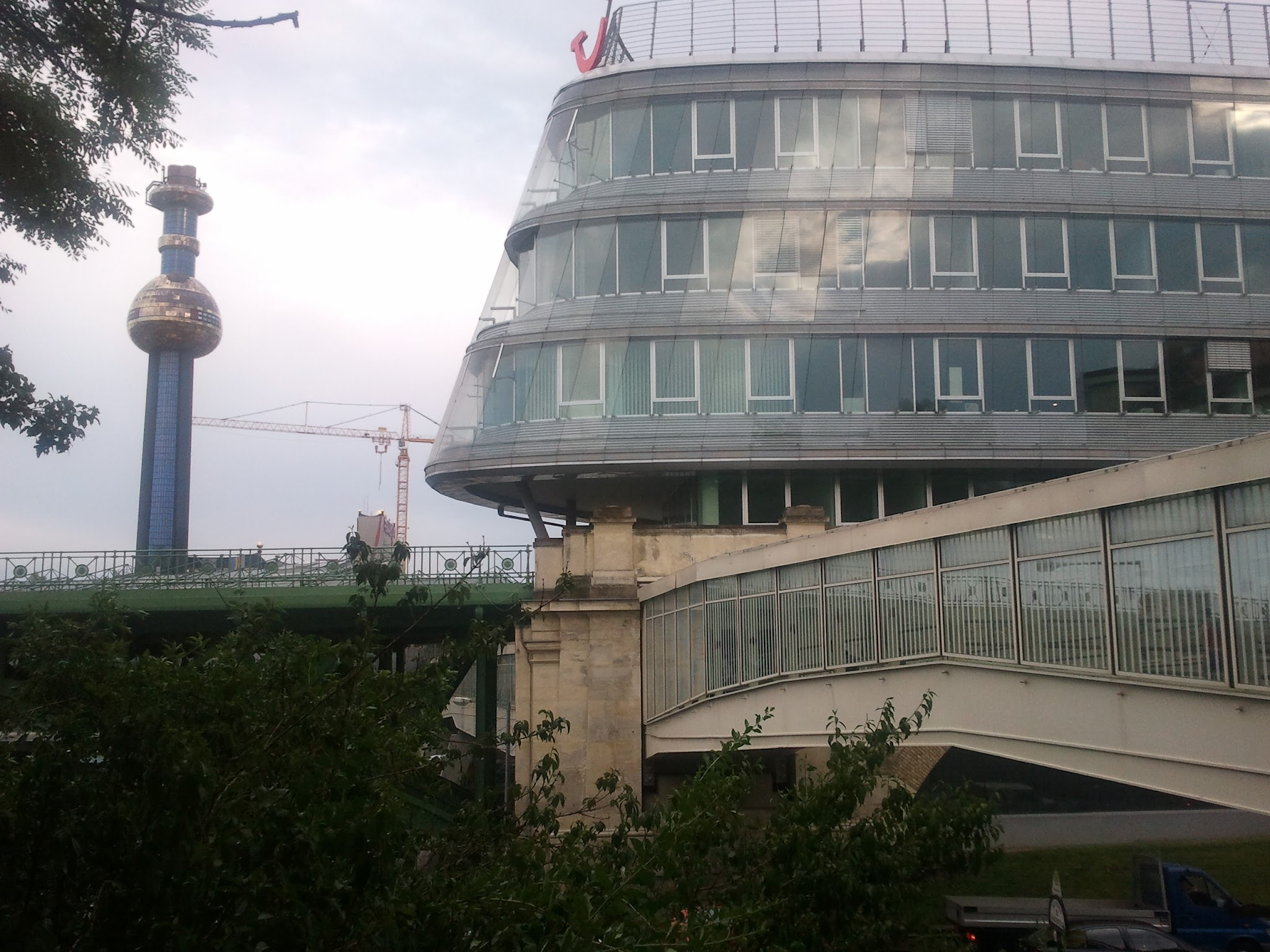
Bürohaus „Skyline“ auf der ehemaligen Stadtbahntrasse, darunter durchführend der Skywalk Spittelau

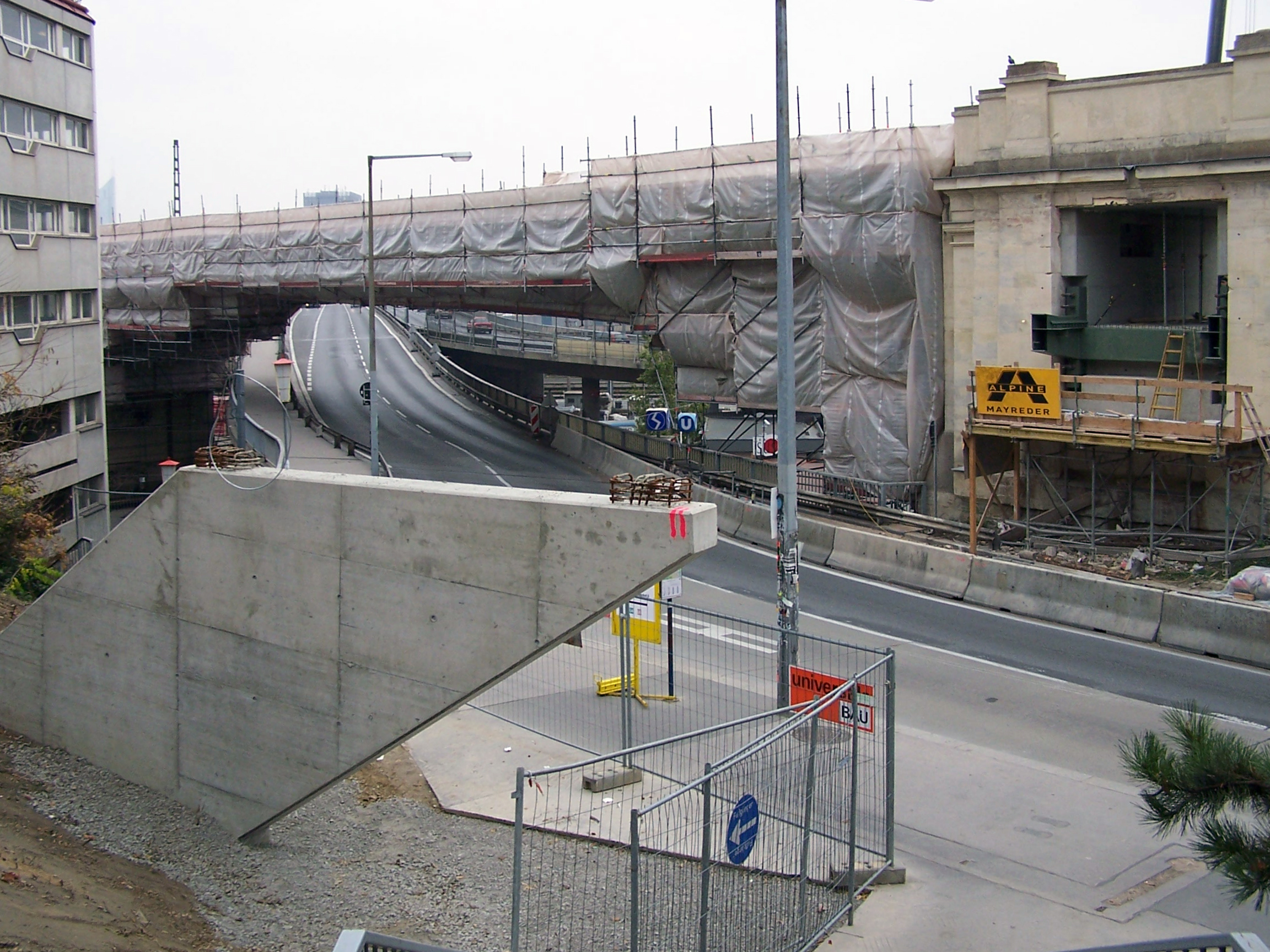
Skywalk im Bau (2006): Durchbruch durch den Stadtbahnpfeiler für die Brücke (rechts).

Der Skywalk Spittelau verbindet die Guneschgasse in Oberdöbling im 19. Wiener Bezirk mit der U-Bahn-Station Spittelau im 9. Bezirk am Alsergrund. Die elf Meter über Straßenniveau gelegene Fußgänger- und Radfahrerbrücke ist barrierefrei durch einen Aufzug in einem Glasschacht mit der Heiligenstädter Straße verbunden. Eine direkte Anbindung des Skywalks an das nebenliegende, die Brücke überspannende, Bürogebäude „Skyline“, das auf die ehemalige Trasse der Stadtbahn nach Heiligenstadt aufgesetzt wurde, die ab der Abzweigstelle Nussdorfer Straße brach liegt, ist nicht möglich.

## Geschichte
Bei einem von der MA 29 – Brückenbau und Grundbau gemeinsam mit der MA 19 – Architektur und Stadtgestaltung gemeinsam durchgeführten Wettbewerb reichten 47 Architektenteams Vorschläge ein, von denen fünf in einer zweiten Runde auf die architektonische, technische und wirtschaftliche Realisierung geprüft wurden.
Der Spatenstich für das von der ARGE Architekturstudio Bulant & Wailzer geplante Bauwerk fand im Juli 2006 statt. Auffälligstes Merkmal dieser Konstruktion aus Stahl und Glas ist der etwa zehn Meter lange Durchbruch durch das Mauerwerk des Brückenpfeilers neben den Stadtbahnbögen.
Um das die Heiligenstädter Straße in elf Metern Höhe kreuzende Brückentragwerk ungehindert einheben zu können, wurden zwischen dem 18. und 20. November 2006 sowohl die Heiligenstädter Straße als auch Teile der Gürtelbrücke gesperrt.
Zwischen dem 25. und 27. November 2006 wurde das Brückentragwerk über den Döblinger Gürtel zwischen Guneschgasse und dem Mauerdurchbruch eingehoben, was auch hier umfangreiche Straßensperren notwendig machte.
Am 20. August 2007 wurde der Skywalk Spittelau von Stadtrat Rudolf Schicker seiner Bestimmung übergeben.

## Technische Daten
- Länge: ungefähr 120 Meter, davon 10,5 Meter durch den Stadtbahnpfeiler[4]
- Breite: 4,5 Meter
- Gewicht des Tragwerks: 120 Tonnen
- Gewicht der Rahmenkonstruktion für die Glaskonstruktion: 16 Tonnen
- Glaswandflächen: 600 Quadratmeter
- Glasdachflächen: 560 Quadratmeter
- Baukosten: ca. 3 Millionen Euro

Um einen zu starken Anstieg der Lufttemperatur innerhalb des Skywalks Spittelau zu vermeiden, wurden Lüftungsklappen eingebaut, die sich automatisch öffnen sollen.